# Suketu Mehta
Pour les articles homonymes, voir Mehta.
Suketu Mehta (né en 1963 à Calcutta) est un journaliste, écrivain et scénariste indien. Il vit aujourd'hui à New York.
Né dans une famille de joailliers à Calcutta, il grandit à Bombay avant que ses parents n'émigrent aux États-Unis. Il poursuit ses études à l'université de New York, ainsi qu'à l'« atelier des écrivains de l'Iowa » de l'université de l'Iowa. 
En 2004, il publie  Bombay Maximum City  (ISBN 2-283-02166-9), enquête à mi-chemin entre le reportage et le récit sur les bas-fonds de Bombay, où il relate son expérience et ses rencontres. L'ouvrage connait un grand succès critique et termine finaliste pour le Prix Pulitzer 2005.
Il participe également à l'écriture du scénario du film Mission Kashmir de Vidhu Vinod Chopra.